# Gaz-Sale
Gaz-Sale (ros. Газ-Сале) – wieś (sieło) w Rosji, w Jamalsko-Nienieckim Okręgu Autonomicznym, w rejonie tazowskim. W 2010 liczyła 1940 mieszkańców.